# Sómúzeum (Cuyutlán)
A Sómúzeum a mexikói Cuyutlán település egyetlen múzeuma. Kiállításának legnagyobb része a környék sókitermelésének történetét és folyamatát mutatja be, kisebb részben más helytörténeti témákkal foglalkozik. Keddtől szombatig, 10 és 18 óra között van nyitva.

## Leírás
A múzeum a Colima állam Armería községében található tengerparti kisvárosban, Cuyutlánban, a Csendes-óceán partjától körülbelül 500 méter távolságra található. Ezen a vidékan a só kitermelésének több évszázados, egészen a spanyol hódítást megelőző időkig visszanyúló hagyománya van. A múzeumot is egy egykori sóraktár- és üzlet fából készült, földpadlós, pálmalevéltetős épületében nyitották meg 1996. február 1-én, majd átalakítva 2010-ben újranyitották. Makettek és fényképek, valamint valódi használati eszközök segítségével mutatják be a Colimában még ma is sokhelyütt hagyományos módszerrel történő sókitermelés folyamatát és történetét, de megtekinthető itt néhány régészeti lelet is. A kiállítás anyagának összeállításához szükséges kutatások jó részét Juan Carlos Reyes végezte, sok fényképet is ő készített.